# Eo biển Storebælt

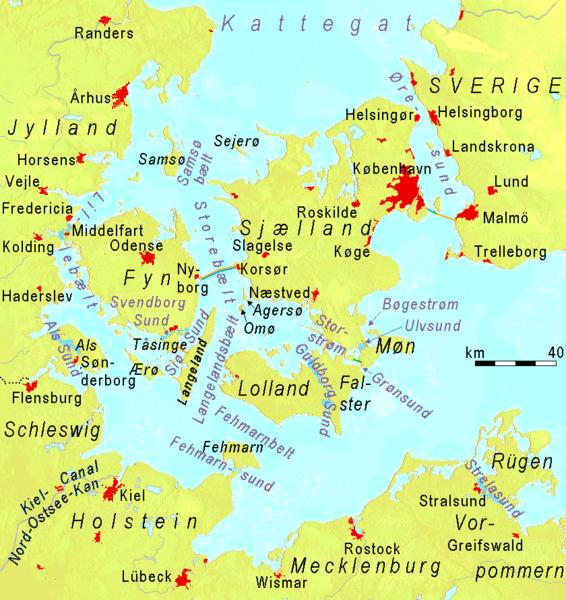
Các eo biển của Đan Mạch và phía tây nam biển Baltic.

Eo biển Storebælt (Eo biển lớn, tiếng Đan Mạch: Storebælt) là eo biển giữa đảo Fyn và đảo Zealand của Đan Mạch và là eo biển lớn nhất trong 3 eo biển của Đan Mạch. Hai eo biển kia là Eo biển Oresund và Eo biển Lillebælt. Khoảng 50% nước luân chuyển giữa biển Baltic với Bắc Hải chảy qua Eo biển Storebælt.

## Địa lý
Eo biển Storebælt dài 60 km và rộng từ 16 tới 32 km, chỗ sâu nhất là 60 m, nối liền Biển Baltic với Bắc Hải thông qua vùng biển Kattegat và Skagerak. Eo biển Storebælt có dòng chảy quanh đảo nhỏ Sprogø ở phía bắc và đảo Langeland ở phía nam. Tại đảo Sprogø, eo biển Storebælt chia ra hai eo: eo phía đông và eo phía tây. Từ ngày 14.6.1998, cả hai eo đều có cầu giao thông bắc qua, làm thành khâu nối giao thông cố định (fixed link) giữa đảo Zealand và đảo Fyn. Riêng eo phía đông có thêm mộtđường hầm kép dành cho xe lửa.
Chỗ hẹp nhất là eo Langeland (giữa đảo Langeland và đảo Lolland), chỉ rộng khoảng 12 km. Tại chỗ này, vào ngày 5 - 6 tháng 2 năm 1658, vua Karl X Gustav của Thụy Điển cùng với 9.000 kỵ binh và 3.000 bộ binh đã đi bộ từ đảo Fyn qua eo biển bị đóng băng, để tiến vào đảo Zealand, bất thình lình uy hiếp Copenhagen, khiến vua Frederik III của Đan Mạch phải ký Hòa ước Roskilde, nhượng toàn bộ vùng Scania, Halland và Bleking (nam Thụy Điển) cùng với vùng Bohuslän (của Na Uy) cho Thụy Điển.